# Municipio de Torch Lake (condado de Antrim)
El municipio de Torch Lake (en inglés: Torch Lake Township) es un municipio ubicado en el condado de Antrim en el estado estadounidense de Míchigan. En el año 2010 tenía una población de 1194 habitantes y una densidad poblacional de 21,85 personas por km².

## Geografía
El municipio de Torch Lake se encuentra ubicado en las coordenadas 45°2′24″N 85°20′39″O / 45.04000, -85.34417. Según la Oficina del Censo de los Estados Unidos, el municipio tiene una superficie total de 54.66 km², de la cual 39.09 km² corresponden a tierra firme y (28.48%) 15.57 km² es agua.

## Demografía
Según el censo de 2010, había 1194 personas residiendo en el municipio de Torch Lake. La densidad de población era de 21,85 hab./km². De los 1194 habitantes, el municipio de Torch Lake estaba compuesto por el 97.07% blancos, el 0.25% eran afroamericanos, el 0.84% eran amerindios, el 0.08% eran asiáticos, el 0.25% eran isleños del Pacífico, el 0.67% eran de otras razas y el 0.84% pertenecían a dos o más razas. Del total de la población el 2.76% eran hispanos o latinos de cualquier raza.